# سیریل هانی
سیریل هانی (استونیایی: Sirli Hanni؛ زادهٔ ۲۷ اکتبر ۱۹۸۵) ورزشکار دوگانه زن اهل استونی است.